# Lecanicillium
Lecanicillium ist eine Gattung von Schlauchpilzen in der Familie der Cordycipitaceae. Die Arten sind Pathogene von Insekten.

## Beschreibung
Die Arten der Gattung Lecanicillium bilden schlanke, aculeate (stachlige) Phialiden aus, die einzeln oder in Wirteln aus vorstehenden oberirdischen Hyphen herausstehen. Die Conidien werden meist an der Spitze der Phialiden gebildet und zu Köpfchen oder Faszikeln zusammengefasst. Die morphologische Abgrenzung von der Gattung Simplicillium ist schwierig, obwohl deren Arten mehr oder weniger einzeln stehende Phialiden produzieren.

## Taxonomie
Die gegenwärtig bis zu 21 bis 30 Arten der Gattung Lecanicillium sind als Anamorphe beschrieben worden.:150 Die Teleomorphen sind in den Gattungen Cordyceps und Torrubiella zusammengefasst.
Die Gattung wurde erstmals von Rasoul Zare vom Iranian Research Institute of Plant Protection (IRIPP) in Teheran und Walter Gams vom Centraalbureau voor Schimmelcultures (CBS) in den Niederlanden bei einer Revision der Gattung Verticillium beschrieben, indem die entomopathogenen (Insekten befallenden) Arten aus der Gattung Verticillium herausgelöst und als eigene Gattung zusammengefasst wurden.
Die Typus-Art ist Lecanicillium lecanii (Zimm.) Zare & W.Gams (2001).

## Systematik
Der Index Fungorum verzeichnet folgende Arten und Varietäten:
- Lecanicillium acerosum W. Gams, H.C. Evans & Zare 2001
- Lecanicillium antillanum (R.F. Castañeda & G.R.W. Arnold) Zare & W. Gams 2001
- Lecanicillium aphanocladii Zare & W. Gams 2001
- Lecanicillium aranearum (Petch) Zare & W. Gams 2001
- Lecanicillium araneicola Sukarno & Kurihara 2009
- Lecanicillium araneogenum Wan H. Chen, Y.F. Han, J.D. Liang, Z.Q. Liang & D.C. Jin 2017
- Lecanicillium attenuatum Zare & W. Gams 2001
- Lecanicillium cauligalbarum X. Zou, J.R. Zhi & Y.M. Zhou 2018
- Lecanicillium coprophilum Lei Su, Hua Zhu & C. Qin 2018
- Lecanicillium dimorphum (J.D. Chen) Zare & W. Gams 2001
- Lecanicillium evansii Zare & W. Gams 2001
- Lecanicillium flavidum (W. Gams & Zaayen) W. Gams & Zare 2008
- Lecanicillium fungicola (Preuss) Zare & W. Gams 2008
  - Lecanicillium fungicola var. aleophilum (W. Gams & Zaayen) W. Gams & Zare 2008
  - Lecanicillium fungicola var. fungicola (Preuss) Zare & W. Gams 2008
- Lecanicillium fusisporum (W. Gams) Zare & W. Gams 2001
- Lecanicillium kalimantanense Kurihara & Sukarno 2009
- Lecanicillium lecanii (Zimm.) Zare & W. Gams 2001 – Pathogene weichhäutiger Insekten (Napfschildläuse)
- Lecanicillium longisporum (Petch) Zare & W. Gams 2001 – Pathogene von Blattläusen
- Lecanicillium muscarium (Petch) Zare & W. Gams 2001 – Pathogene von Mottenschildläusen und Fransenflüglern
- Lecanicillium nodulosum (Petch) Zare & W. Gams 2001
- Lecanicillium pissodis Kope & I. Leal 2006
- Lecanicillium primulinum Kaifuchi, Nonaka & Masuma 2013
- Lecanicillium psalliotae (Treschew) Zare & W. Gams 2001
- Lecanicillium restrictum Hubka, Kubátová, Nonaka, Čmoková & Řehulka 2018
- Lecanicillium sabanense Chir.-Salom., S. Restrepo & T.I. Sanjuan 2015
- Lecanicillium saksenae (Kushwaha) Kurihara & Sukarno 2009
- Lecanicillium subprimulinum S.K. Huang & K.D. Hyde 2018
- Lecanicillium tenuipes (Petch) Zare & W. Gams 2001
- Lecanicillium testudineum Hubka, Kubátová, Schauflerová, Déniel & Jany 2018
- Lecanicillium uredinophilum M.J. Park, S.B. Hong & H.D. Shin 2016
- Lecanicillium wallacei (H.C. Evans) H.C. Evans & Zare 2008

## Nutzung
Mindestens 15 aus Lecanicillium-Arten entwickelte Biopestizide sind kommerziell verfügbar oder im Prozess der Vermarktung. Sie werden weltweit gegen eine Reihe von Krankheiten eingesetzt.